# سبور
سبور: (بالإنجليزية: Spore) هي لعبة فيديو فردية وخيالية، الهدف منها جعل الشخصيات تتطور لتأسيس حضارة، والانتقال من خلية بسيطة إلى إمبراطورية تمتد عبر مجرة بأكملها. تم تطوير ماكسيس ومن تصميم ويل رايت، تم تقديمها في معرض الترفيه الإلكتروني 2005 و2006 و2008. صدرت على مايكروسوفت ويندوز وماكنتوش، بين 4 و7 سبتمبر 2008.

## روابط خارجية
- سبور على موقع IMDb (الإنجليزية)
- سبور على موقع الموسوعة البريطانية (الإنجليزية)